# Millesimo
Millesimo é uma comuna italiana da região da Ligúria, província de Savona, com cerca de 3.249 habitantes. Estende-se por uma área de 15 km², tendo uma densidade populacional de 217 hab/km². Faz fronteira com Cengio, Cosseria, Murialdo, Osiglia, Pallare, Plodio, Roccavignale.
Faz parte da rede das Aldeias mais bonitas de Itália.

## Demografia
| Variação demográfica do município entre 1861 e 2011                               |
|                                                                                   |
| Fonte: Istituto Nazionale di Statistica (ISTAT) - Elaboração gráfica da Wikipedia |